# Banisia antiopa
Banisia antiopa är en fjärilsart som beskrevs av Pierre E.L. Viette 1954. Banisia antiopa ingår i släktet Banisia och familjen Thyrididae. Inga underarter finns listade i Catalogue of Life.